# Færøernes regioner
Færøernes regioner (sýsla, sýslur, dansk syssel, oldnordisk sýsl) har anvendtes som administrativ inddeling siden vikingetiden. Hver syssel styredes traditionelt af en sýslumaður (sysselmand) og et Várting (Vårting).
Under reformationen i 1536 afskaffedes den danske sysselinddeling helt, mens den fortsatte på Færøerne.
Før 1957 udgjorde regionerne også landets valgkredse inden man ændrede valgkredsenes grænser for at sikre en mere retfærdig fordeling af mandaterne i forhold til folketallet ved at dele Strømø i to valgkredse: Nordstrømø (Norðurstreymoy) og Sydstrømø (Suðurstreymoy). I 2008 afskaffedes valgkredsene helt og hele Færøerne blev en valgkreds.
Det at over 85% af Færøernes befolkning nu geografisk er bundet sammen af undersøiske tunneler, broer og dæmninger, således at man kan køre fra Vágar i vest til Streymoy, Eysturoy, Borðoy, Kunoy og Viðoy i nordøst, har ført til at der er foretaget ændringer indenfor flere områder. Før havde Færøernes Politi en sysselmand i hver syssel, men det er nu ændret, således, at der nu kun er fire sysselmænd. Syslerne i Vágar, Streymoy og Sandoy er slået sammen og har kun en sysselmand, mens syslerne Suðuroy, Eysturoy og Norðoyar stadig har en sysselmand. Færøernes Politi er en afdeling under Danmarks Politi og gennemgik derfor strukturelle ændringer fra 2007-2010.
Opdelingen af Færøerne i sysler bruges ikke længere af Færøernes administration. Dog bruges opdelingen endnu til statistiske formål, f.eks. af Akstovan når den skal opdele biler på Færøerne, så bruges de gamle sysler minus Tórshavn, dog opdeles Suðuroy i to dele. Færøernes Statistik, Hagstova Føroya, bruger også opdelingen "Sýslur" som en af valgmulighederne i deres database på hjemmesiden, så folk kan søge efter folketal pr. syssel, region, folketal pr. bygd/by, pr. ø og pr. kommune. Forskellen mellem "sýslur" og "økir" (sysler og regioner) er at øen Streymoy er delt op i nord og syd under regioner.

## Fakta om regionerne
| Landsdel            | (dansk)            | Hovedby      | Befolkning | Areal i km² | Befolkning/km² | Kode  |
| ------------------- | ------------------ | ------------ | ---------- | ----------- | -------------- | ----- |
| 1. Eysturoya sýsla  | Østerø syssel      | Fuglafjørður | 11 000     | 286         | 38,46          | FO-OS |
| 2. Sandoyar sýsla   | Sandø syssel       | Sandur       | 1 500      | 125         | 12,00          | FO-SA |
| 3. Streymoyar sýsla | Strømø syssel      | Thorshavn    | 22 500     | 392         | 57,39          | FO-ST |
| 4. Suðuroyar sýsla  | Suderø syssel      | Tvøroyri     | 5 000      | 167         | 29,94          | FO-SU |
| 5. Norðoyar sýsla   | Norderøerne syssel | Klaksvík     | 6 000      | 241         | 24,89          | FO-NO |
| 6. Vága sýsla       | Vågø syssel        | Miðvágur     | 3 000      | 188         | 15,95          | FO-VG |
| Totalt              |                    | Thorshavn    | 48 500     | 1 396       | 34,64          |       |

## De regionale områder indenfor ældreområdet fra 2015
Fra 1. januar 2015 blev ældreområdet lagt ud til kommunerne, før havde ældreområdet hørt til Færøernes centraladministration. Enkelte områder fandt sammen frivilligt, mens andre blev tvunget til at samarbejde om ældreområdet. De otte regionale enheder, som administrerer ældreområdet er:
- Norðoyar Bú- og Heimatænasta - Kommunerne i Norðoyar
- Økistænastan hjá Skálafjarðarsamstarvinum - Runavíkar, Nes og Sjóvar kommuner (Eysturoy)
- Heimatænastan í Eysturkommunu og Fuglafjarðar kommunu - Eysturkommuna og Fuglafjarðar kommuner (Eysturoy)
- Heimatænastan í Vágum - Sørvágs og Vága kommuner (Vágar)
- Heimatænastan í VEKS - Vestmanna, Eiðis, Kvívíkar og Sunda kommuner (Nordstrømø og en del af Nordøsterø)
- Økistænastan í Sandoyar Sýslu - Kommunerne i Sandoy
- Bú- og Heimatænastan í Suðuroy - Kommunerne i Suðuroy
- Heilsu- og umsorganartænastan - Tórshavnar kommuna

Tórshavn kommune er den eneste kommune, som er en selvstændig region indenfor ældreområdet. De andre regioner er et samarbejde mellem flere kommuner, i flere tilfælde på tværs af flere øer.